# Arthur Seyss-Inquart
Arthur Seyß-Inquart, né le 22 juillet 1892 à Stannern (Autriche-Hongrie) et exécuté par pendaison le 16 octobre 1946 à Nuremberg (Allemagne), est un homme d'État autrichien puis allemand.
Partisan du national-socialisme, il a favorisé l'Anschluss en 1938, fut gouverneur des Pays-Bas pendant la Seconde Guerre mondiale, et atteignit le rang honorifique de Gruppenführer au sein de la SS. Il fut condamné à mort au procès de Nuremberg.

## Biographie
Peut-être né sous le nom « Arthur Zajtich » (son père aurait changé son nom slave en « Seyss-Inquart » en 1907), à Stannern (aujourd’hui Stonařov), en Moravie, Arthur Seyß-Inquart étudie le droit à l'université de Vienne. Il s'établit comme avocat à Vienne en 1921, et commence à militer très tôt pour l'Anschluss (en français : « rattachement »), rattachement de l'Autriche à l'Allemagne, au nom d'une culture germanique commune. Fondateur du parti national-socialiste autrichien, entretenant des liens très étroits avec le parti allemand équivalent, il est imposé au chancelier Schuschnigg — convoqué par Hitler à Berchtesgaden — comme ministre de l'Intérieur et de la Sécurité, le 15 février 1938.
Dans la logique du « protocole Hossbach », qui prévoit d'instaurer la « Grande Allemagne » dès 1937, Hitler multiplie les pressions sur le gouvernement autrichien et obtient la démission de Schuschnigg. Seyss-Inquart, nommé immédiatement à la chancellerie, constitue le gouvernement fédéral dit Seyss-Inquart et fait alors appel au Reich. Le 12 mars 1938, les troupes allemandes entrent dans Vienne, où elles reçoivent un accueil triomphal.
Peu après, il est nommé gouverneur de l'Autriche (Reichstatthalter) puis, à la suite de l'invasion de la partie occidentale de la Pologne en septembre 1939, représentant du gouverneur général de Pologne, Hans Frank, à Cracovie.
Le 18 mai 1940, il est nommé commissaire du Reich dans les Pays-Bas occupés. Fidèle exécutant, il mène alors une politique combinant pillage économique, persécutions raciales et déportations, ce qui provoque des rébellions de la part des Néerlandais comme l'épisode de la grève de février 1941, durement réprimée par les occupants.
L'hiver 1944-45 fut extrêmement froid (le précédent record de froid datait de 1864) et il se traduisit par un épisode de famine. Seyss-Inquart exigea qu'on inonde une grande partie du pays, sur quoi le Haut-commandement allié menaça, s'il mettait cet ordre à exécution, qu'il serait jugé, avec le général Blaskowitz, comme criminel de guerre.
Dans son testament politique, Hitler nomme Seyss-Inquart ministre des Affaires étrangères, et lui demande d'appliquer la politique de la terre brûlée aux Pays-Bas, mais Seyss-Inquart se garde bien d'appliquer cet ordre. Peu après le suicide d'Hitler, il tâcha de fuir les Pays-Bas à bord d'une vedette rapide pour rallier le port de guerre de Flensbourg où le gouvernement Dönitz venait de se former ; c'était peine perdue : le mauvais temps lui permit à peine de rebrousser chemin par le seul chenal maritime encore dégagé. Il fut arrêté quelques jours plus tard, en mai 1945, à Hambourg par deux soldats britanniques du Royal Welch Fusiliers.

### Procès de Nuremberg
Durant l'été 1945, Seyss-Inquart fut détenu avec d'autres dignitaires de la Wehrmacht et du IIIe Reich dans le camp de prisonniers no 32 de Mondorf-les-Bains (Luxembourg) jusqu'à son transfert à Nuremberg. Au procès de Nuremberg, où il était défendu par Gustav Steinbauer (de), il fut reconnu coupable des chefs d'accusation 2, 3 et 4 (« direction, déclenchement et poursuite d’une guerre d’agression », « crimes de guerre » et « crimes contre l'humanité »), et en conséquence condamné à mort par pendaison. Il fut exécuté le 16 octobre 1946 dans le gymnase de la prison de Nuremberg, vers 2 h 45, le dernier des pendus. Le journaliste Sacha Simon rapporte ainsi sa dernière déclaration : « J'espère que ces exécutions seront le dernier acte de la tragédie de la deuxième guerre mondiale. L'enseignement de cette guerre est que la paix et la compréhension doivent régner entre les nations... Je crois en l'Allemagne ».
Son cadavre fut incinéré le lendemain au crématorium de l'Ostfriedhof de Munich et ses cendres dispersées dans un bras de l'Isar.